# Archikatedra Matki Bożej Łaskawej w Cambrai
Archikatedra Matki Bożej Łaskawej (fr. Cathédrale Notre-Dame-de-Grâce) – rzymskokatolicka bazylika mniejsza znajdująca się we francuskim mieście Cambrai, w regionie Hauts-de-France. Siedziba archidiecezji Cambrai.

## Historia
Kościół wzniesiono w XI wieku, był on częścią kompleksu klasztornego bożogrobców. Świątynię przebudowano w latach 1696–1702 zgodnie z zaleceniami króla Ludwika XIV. Po zniszczeniu dawnej katedry w 1804 siedzibę biskupa przeniesiono do kościoła Matki Bożej Łaskawej. Budynek znacznie ucierpiał podczas pożaru w 1859. Odbudową kierował architekt Henri de Baralle, który dobudował do niego 5 kaplic bocznych oraz ukończoną w 1876 roku wieżę. 9 sierpnia 1906 katedrę wpisano do rejestru zabytków. W latach 2007–2008 hełm wieży został odrestaurowany.

## Architektura i wyposażenie
Świątynia klasycystyczno-neoklasycystyczna. Do północnego ramienia transeptu od zachodu dobudowana jest 65-metrowa wieża-dzwonnica.
Autorem znajdującego się w prezbiterium ołtarza głównego z 1865 roku jest Henri de Baralle. W absydzie południowego ramienia transeptu znajduje się ikona Matki Bożej Łaskawej. Jest to obraz z XII wieku, sprowadzony z Rzymu do Cambrai w XV wieku i zawieszony w kościele 14 sierpnia 1452. Transept udekorowany jest grisaille’ami z lat 1756-1760 autorstwa flamandzkiego malarza Martena Jozefa Geeraertsa. Organy z 1904, autorstwa Pierre’a Schyvena, udekorowane są rzeźbami grającego na lirze króla Dawida i aniołów. 

## Galeria

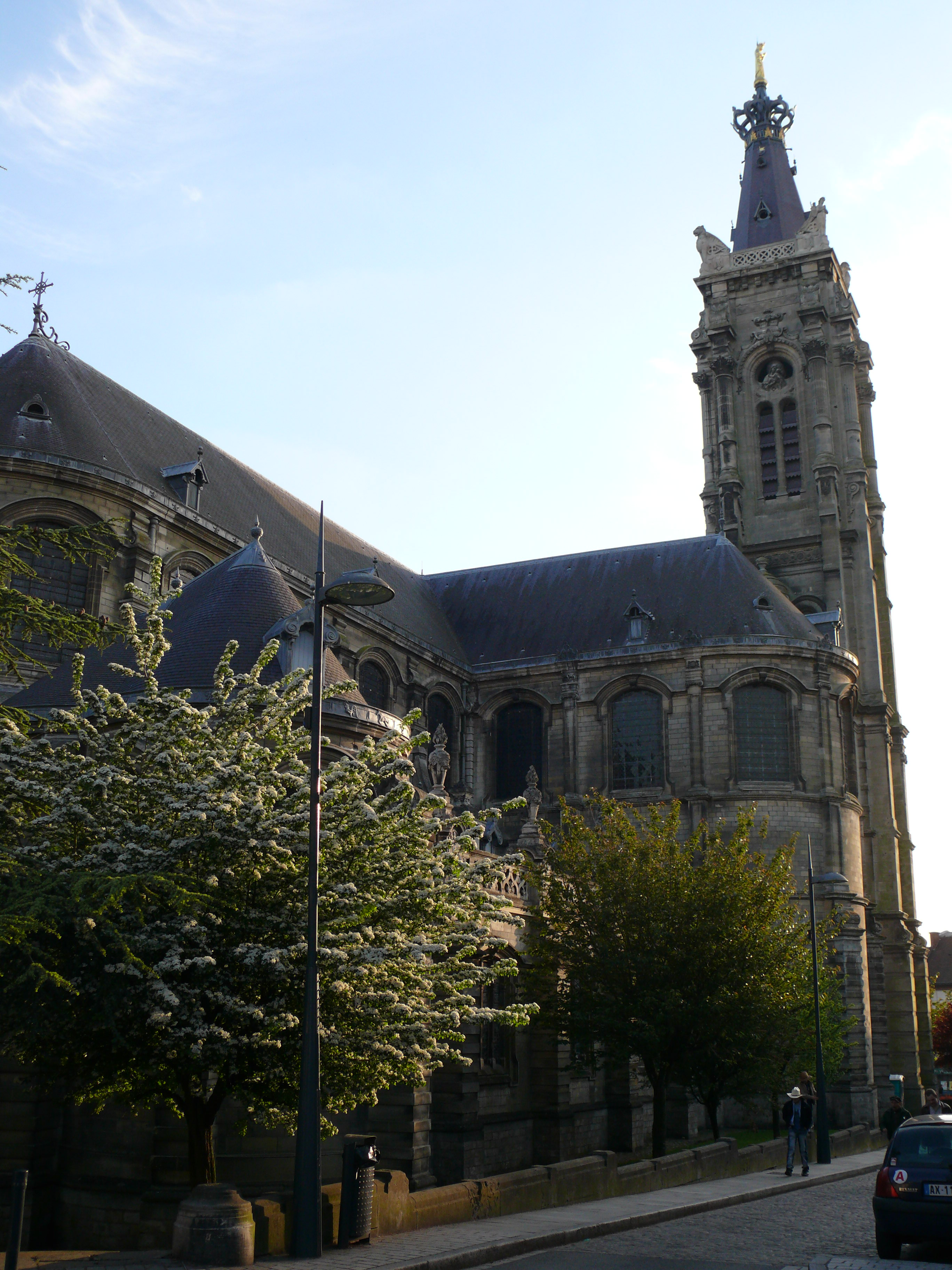
Widok z północnego wschodu
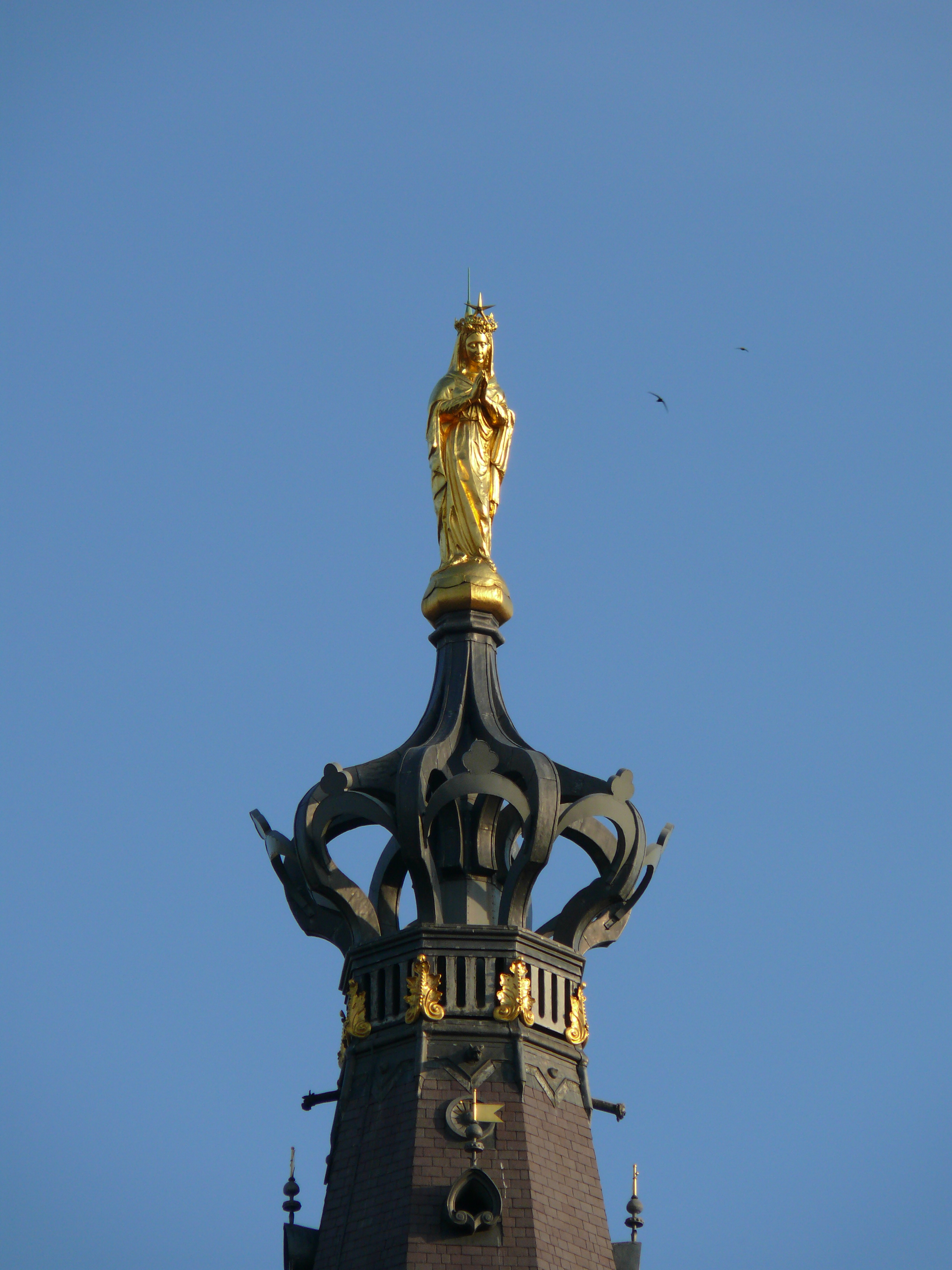
Figura Matki Bożej na hełmie wieży
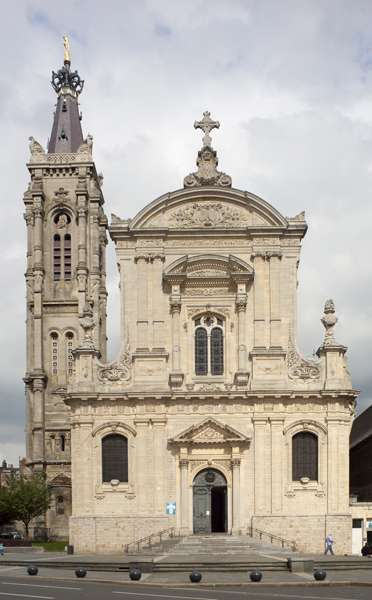
Fasada
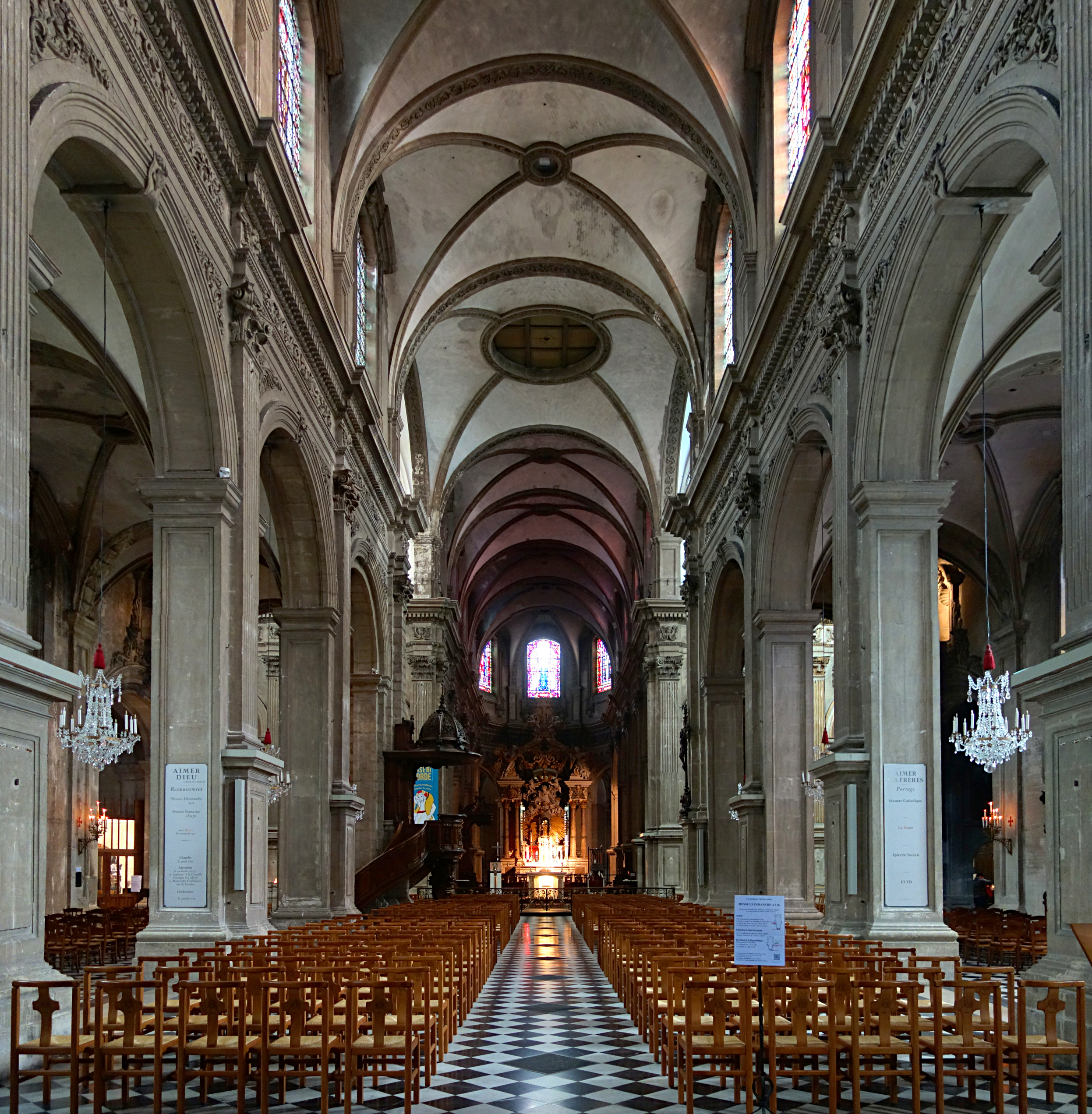
Wnętrze
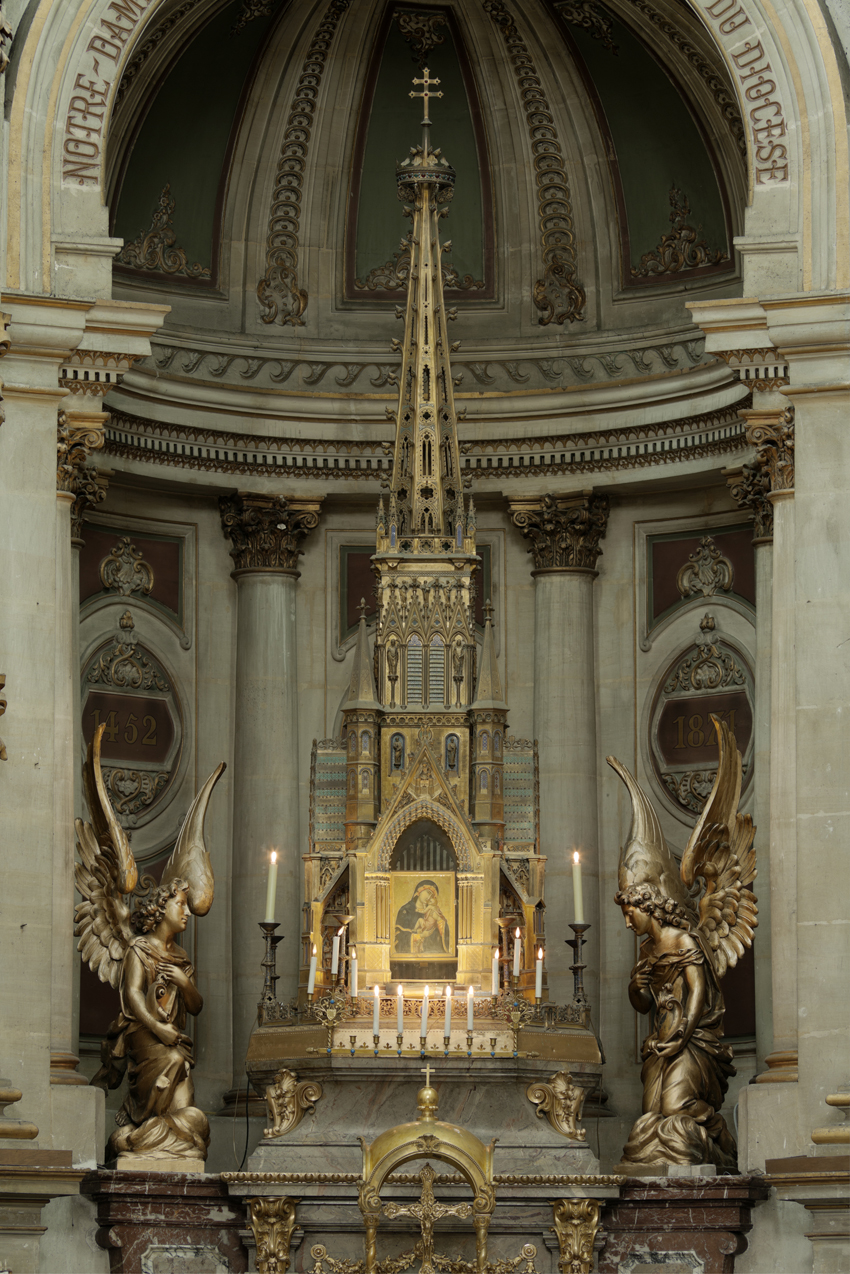
Ołtarz Matki Bożej Łaskawej
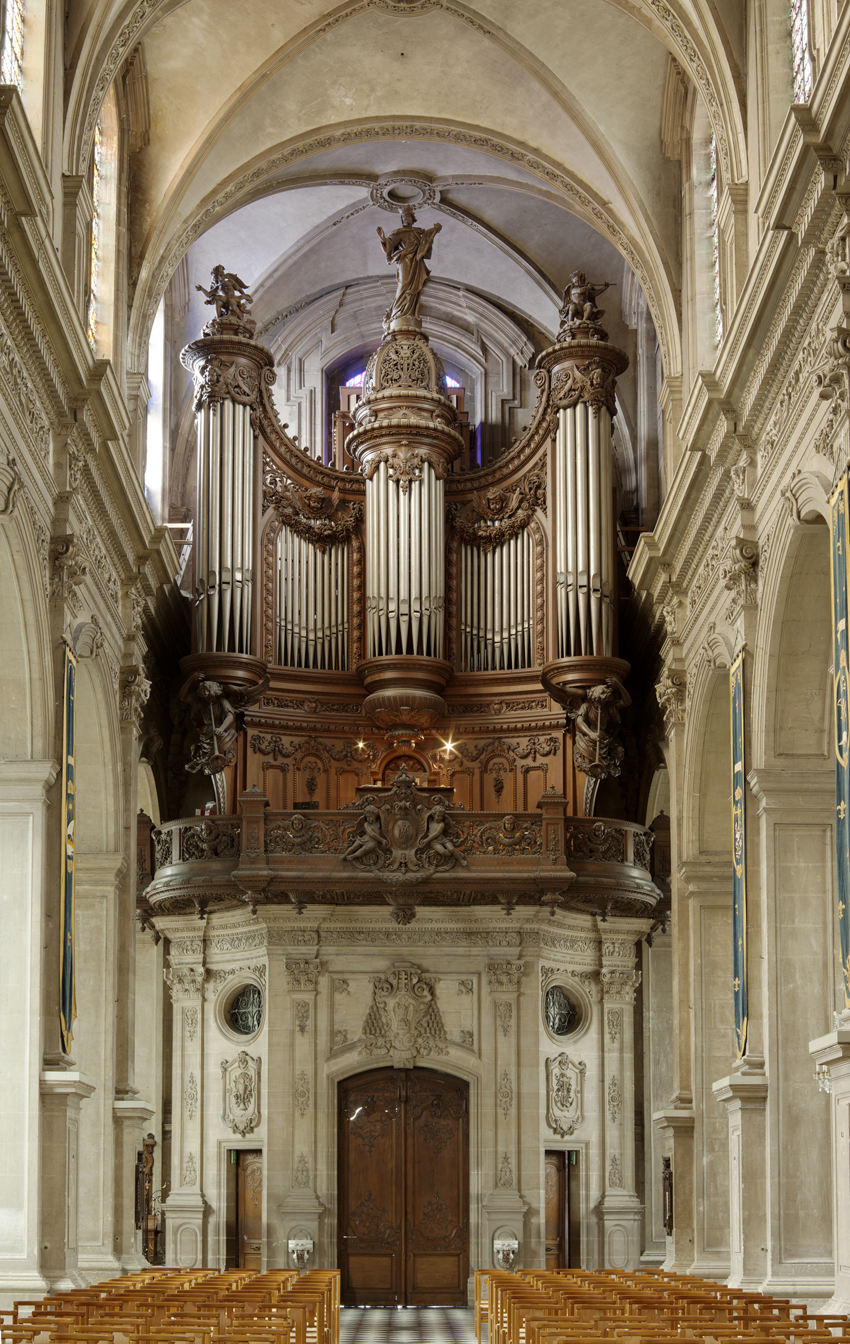
Organy